# Rohff
Housni Mkouboi, mas conhecido como Rohff, é um rapper francês de origem comorense. Nascido em Mbeni, Comoros, no dia 15 de Dezembro de 1977. Chegou na França em 1985 e cresceu em Vitry-sur-Seine, no Val De Marne, na "Banlieule Parisienne" (arredores de Paris).

## Discografia
- 1998: Le code de l'honneur
- 2001: La vie avant la mort
- 2004: La fierté des nôtres
- 2005: Au delà de mes limites
- 2008: Le code de l'horreur
- 2010: La cuenta
- 2013: P.D.R.G. (Pouvoir, Danger, Respect & Game)
- 2015: Rohff Game